# دم‌سنجی
دَم‌سنجی یا اسپیرومتری (به انگلیسی: Spirometry) روشی رایج برای اندازه‌گیری و ثبت ظرفیت تنفسی شش‌ها است.
از دم‌سنجی برای اندازه‌گیری برخی از حجم‌ها و ظرفیت‌های ریوی در بیماران ریوی مانند آسم، بیماری‌های ریوی انسدادی مزمن (COPD) و بیماریهای تحدیدی ریوی جهت تشخیص و ارزیابی شدت بیماری استفاده می‌شود. اسپیرومتری همچنین به صورت دوره‌ای جهت بررسی عملکرد ریه افراد دچار بیماری مزمن و کارگران در معرض بیماریهای ریوی (پنوموکونیوز) انجام می‌شود.

## ظرفیت‌های ریوی
- ظرفیت حیات(vital capacity)، این مقدار، حداکثر هوایی که فرد پس از پر کردن ریه‌ها تا حداکثر گنجایش و خالی کردن آن تا همین بازه از ریه‌هایش خارج می‌سازد.
- ظرفیت دمی (inspiratory capacity)، حداکثر میزان گازی است که می‌توان پس از یک دم، وارد ریه کرد.
- ظرفیت باقی‌مانده عملکردی (function residual capacity)، میزان هوایی که در پایان یک بازدم در ریه‌ها باقی می‌ماند.
- ظرفیت کل ریوی(total lung capacity)، به بیش‌ترین نیروی ممکن ریه‌ها برای حداکثر اتساع ممکن برای وارد کردن هوا به مجاری تنفسی می‌گویند.

در اسپیرومتری میزان هوایی که شما می‌توانید دم و بازدم کنید اندازه‌گیری می‌شود. همچنین سرعت عمل دم را مورد اندازه‌گیری قرار می‌دهد. مقادیر نشان دهنده بوسیله اسپیرومتری اگر پایین‌تر از حد متوسط باشد نشان دهنده این امر است که ریه‌های شما عملکرد خوبی ندارند

## روش‌های دم‌سنجی
روش‌های دم‌سنجی به دو دسته کلی تقسیم می‌شوند:
1. روش حجم‌سنجی؛
2. روش فلومتری

## برخی اصطلاحات دم‌سنجی

Output of a spirometer

1. ظرفیت کل ریوی (Total Lung Capacity) یا TLC: عبارت است از حداکثر مقدار هوایی که ریه‌ها می‌توانند در خود جا دهد که مجموع RVو VC می‌باشد.
2. ظرفیت حیاتی (Vital Capacity) یا VC: میزان هوایی است که می‌توان پس از یک دم عمیق با یک بازدم عمیق از شش‌ها خارج کرد. (نمودار مقابل)
3. ظرفیت دمی (Inspiratory Capacity) یا IC: حداکثر میزان گازی است که می‌توان در انتهای یک بازدم معمولی وارد ریه‌ها کرد.
4. ظرفیت باقیمانده عملی یا عملکردی (Functional Residual Capacity) یا FRC: حجم هوایی است که پس از یک بازدم معمولی، هنگامیکه ریه‌ها و قفسه سینه در وضعیت استراحت قرار دارند، در داخل ریه‌ها باقی می‌ماند.

- حجم‌ها:

1. حجم جاری (Tidal volume) یا TV: حجم هوایی است که در هر دم یا بازدم معمولی به ریه وارد یا خارج می‌شود.
2. حجم ذخیره دمی (Inspiratory Reserve Volume) یا IRV: در انتهای یک دم معمولی به حداکثر حجم هوایی که بتوان وارد ریه‌ها نمود گفته می‌شود.
3. حجم ذخیره بازدمی (Expiratory Reserve Volume) یا ERV: در پایان یک بازدم معمولی حجمی از هواست که بتوان از ریه‌ها خارج کرد.
4. حجم باقیمانده (Residual Volume) یا RV: حجم هوایی است که در پایان یک بازدم بسیار عمیق در داخل ریه‌ها باقی می‌ماند.
5. ظرفیت حیاتی اجباری (با فشار) (Forced Vital Capacity) یا FVC: حجم هوایی است که بعد از یک دم عمیق می‌توان با شدت هر چه بیشتر و با حداکثر توان از ریه‌ها خارج کرد.
6. حجم بازدمی اجباری (FEV (Forced Expiratory Volume: عبارت است از حداکثر حجم هوایی که ممکن است در یک زمان خاص حین بازدم از ریه‌ها خارج شود.

11 -FEV1 (Forced Expiratory Volume in First Second): مقدار هوایی است که طی اولین ثانیه بازدم اجباری و پر فشار که پس از TLC شروع می‌شود از ریه‌ها خارج می‌گردد.
۱۲ - درصد FEV1/FVC: عبارت است از کسری از ظرفیت حیاتی که می‌توان آن را در ثانیه اول در طی بازدم از ریه خارج کرد یا نسبت FEV1 به ظرفیت حیاتی اجباری.
13- MVV (Maximum Ventilatory Volume): به حداکثر تنفس ارادی به صورت سریع و عمیق در یک زمان مشخص (مثلاً دوازده ثانیه) گفته می‌شود. گاه به این متغیر حداکثر ظرفیت تنفسی (MBC) گفته می‌شود.
باید توجه کرد که حجم‌ها و ظرفیت‌های ریوی برای همه افراد یکسان نمی‌باشد و بسته به سن، جنس، نژاد، قد و وزن متفاوت خواهد بود که به آن Predicted (مقادیر پیش‌بینی شده) گفته می‌شود.

14- FEF 25%-75% (لیتر بر ثانیه) : عبارت است از (سرعت) جریان بازدمی اجباری بین(در طی خروج)  25 تا 75 درصد(50% وسطی) ظرفیت حیاتی اجباری(FVC)

## تفسیر دم‌سنجی
بیماریهای انسدادی ریوی مانند آسم موجب کاهش حداکثر شدت جریان بازدمی می‌شوند. بیماریهای تحدیدی ریوی مانند فیبروز مزمن ریه موجب کاهش ظرفیتهای ریوی می‌شود.
در بیماری‌های انسدادی ریوی FEV1، نسبت FEV1/FVC و FEF25%-75% کاهش می‌یابد ولی در بیماری‌های تحدیدی ریوی FEV1 و FVC هر دو کاهش پیدا کرده در نتیجه نسبت FEV1/FVC ثابت باقی می‌ماند.

## موارد منع استفاده از اسپیرومتری
1. هموپتزی با منشأ نامعلوم
2. پنوموتوراکس درمان نشده
3. وضعیت ناپایدار قلبی – عروقی
4. آنوریسم‌های شکمی یا سینه‌ای و مغزی
5. ممنوعیت نسبی در جراحی اخیر کاتاراک چشم
6. وجود یک بیماری حاد که باعث عدم همکاری بیمار می‌شود (تهوع – استفراغ)
7. جراحی‌های اخیر شکم و قفسه سینه

## عوارض اسپیرومتری
1. پنومو توراکس
2. افزایش فشارداخل جمجمه
3. سنکوپ و سرگیجه – سردرد
4. درد سینه
5. حملات سرفه
6. برونکواسپاسم
7. کاهش میزان اکسیژن خون در اثر قطع اکسیژن تراپی حین انجام تست
8. انتقال عفونتهای بیمارستانی در صورت عدم رعایت نکات بهداشتی